# Ahmed Saâd Zniber
Pour les articles homonymes, voir Zniber.
Ahmed Saâd Zniber, né le 12 août 1958, est un entrepreneur, architecte, soufi, artiste et acteur associatif et culturel marocain. Il a notamment été directeur général du Festival de Fès des musiques sacrées du monde à partir de 2002.

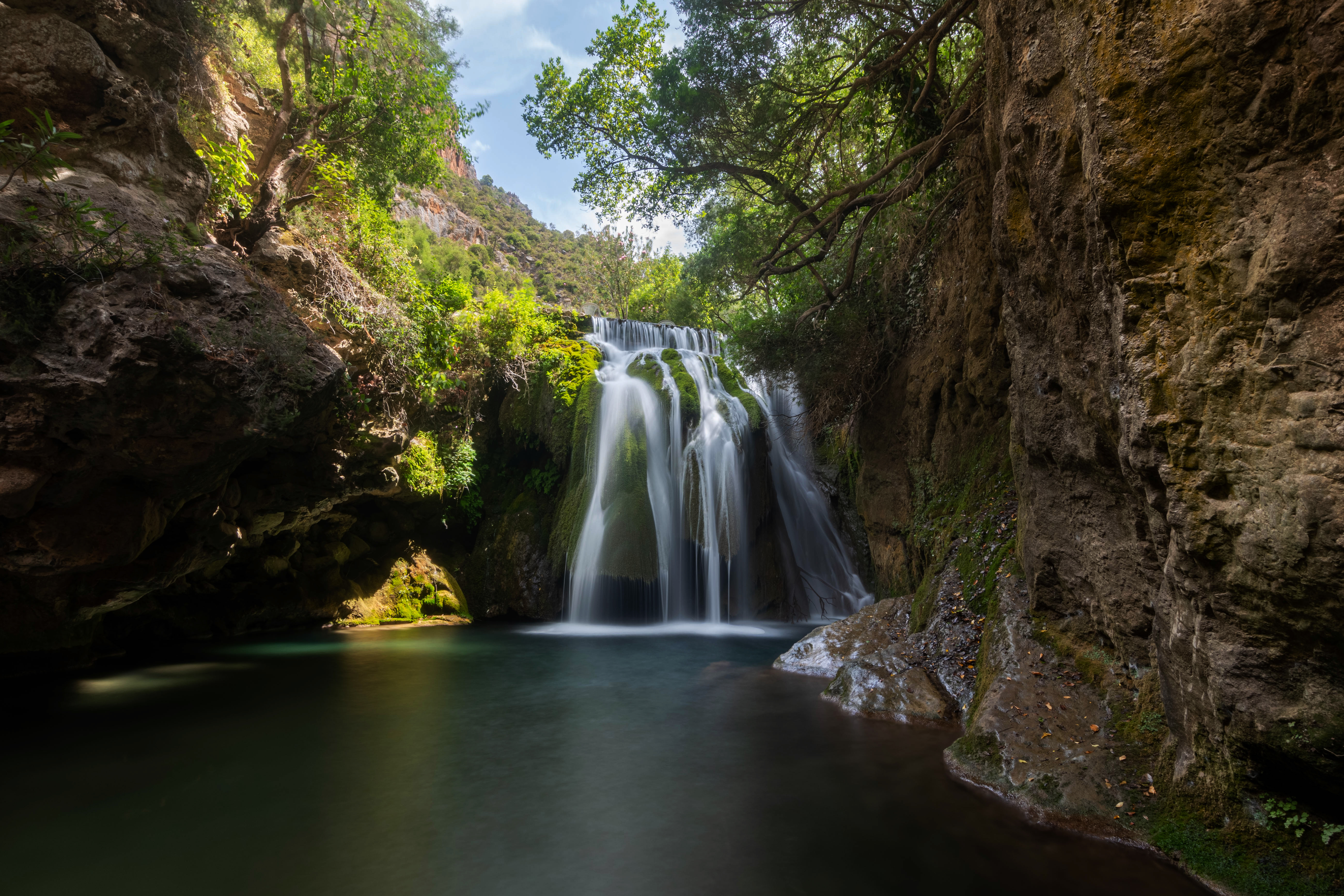
Ahmed Saad Zniber a fondé un ermitage et une maison d'hôtes près des cascades d'Akchour dans la région où est enterré le saint soufi du XIIe siècle ʿAbd al-Salām ibn Mashīsh

## Biographie

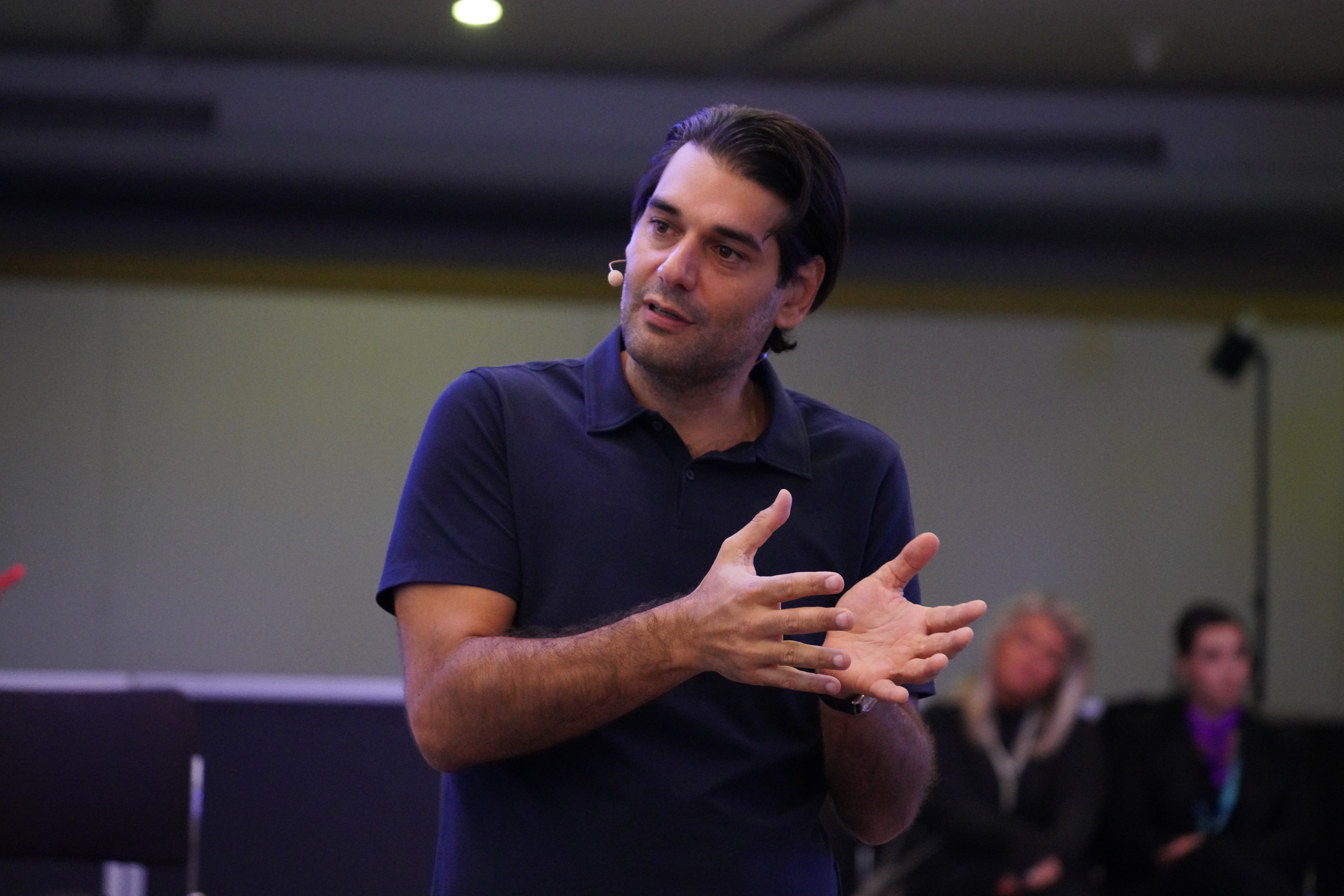
Moundir Zniber, fils d'Ahmed Saad Zniber, lors d'une conférence sur le développement personnel et spirituel

Ahmed Saad Zniber appartient à la famille Zniber d'origine andalouse et établie à Salé depuis plusieurs siècles. Il est le fils du milliardaire et homme d'affaires Brahim Zniber, fils de Tahar Ben Brahim Ben Hajji Zniber, originaire de Salé et établi à Meknès, et de sa première épouse Touria Tazi.
Sa mère, Touria Tazi, est issue de la grande famille Tazi qui compte notamment dans ses rangs le Pacha de Rabat Abbès Tazi et Mohammed Tazi Pacha de Fès avant l'indépendance.
Ahmed Saad Zniber est diplômé de l'École spéciale d'architecture en 1982.
Début 2002, il est choisi pour succéder à Faouzi Skali en tant que directeur général du Festival de Fès des musiques sacrées du monde qu'il « imprègne désormais de sa mystique ». Le 5 mars, il présente à l'Institut du monde arabe la 8e édition (du 31 mai au 8 juin 2002) du festival qu'il a intitulée  “Les voies de la sagesse”.
En tant qu'architecte et artiste, Ahmed Saad Zniber a également été le conseiller discret de Coco Polizzi pour la réalisation de la médina d'Agadir.
En tant qu'auteur compositeur, Ahmed Saad Zniber s'inspire de la musique traditionnelle nord-indienne, des musiques orientales et celtes et du samā‘.
Près des cascades d'Akchour en pleine nature non loin de Chefchaouen, il fonde L'Ermitage d'Akchour, un ermitage écolodge et une maison d'hôtes, dans cette région montagneuse où est enterré le saint soufi du XIIe siècle ʿAbd al-Salām ibn Mashīsh.
Il anime aussi, parfois en compagnie de son fils Moundir, des veillées religieuses et des conférences autour du soufisme et du bien-être durant le mois de Ramadan, lors de festivals ou à l'Institut français au Maroc.
Ahmed Saad Zniber est le père de Moundir Zniber, PDG et fondateur de Gaia Energy, leader africain des énergies renouvelables fondé en 2008, et également conférencier et coach en développement personnel et spirituel.